# Белинис, Ионас Ляонович
Ионас Ляонович Белинис — советский хозяйственный и политический деятель.

## Биография
Родился в 1933 году в Астравишкисе. Член КПСС с 1957 года.
Окончил Вильнюсский государственный университет, АОН при ЦК КПСС.
В 1958—1961 гг. — заведующий кафедрой истории КПСС Вильнюсского государственного университета.
В 1961—1963 гг. — первый секретарь Ленинского райкома КП Литвы города Вильнюса.
В 1967—1973 гг. — заместитель заведующего отделом культуры ЦК КП Литвы.
В 1973—1976 гг. — заведующий отделом науки и учебных заведений ЦК КП Литвы.
В 1976—1989 гг. — министр культуры Литовской ССР.
Избирался депутатом Верховного Совета Литовской ССР 9-11-го созывов.
Умер в 1993 году в Вильнюсе.

## Награды
- Орден Трудового Красного Знамени (1976)
- Орден Дружбы народов (1981)
- Орден Знак Почёта (09.09.1971, 17.07.1986)
- Медаль «За трудовую доблесть» (1961)